# Ploesoma ekmani
Ploesoma ekmani is een raderdiertjessoort uit de familie Synchaetidae. De wetenschappelijke naam van deze soort is voor het eerst geldig gepubliceerd in 1910 door Brehm.